# Чернецово (Ленінградська область)
Чернецово (рос. Чернецово) — присілок у Лузькому районі Ленінградської області Російської Федерації.
Населення становить 0 осіб. Належить до муніципального утворення Мшинське сільське поселення.

## Історія
Згідно із законом від 28 вересня 2004 року № 65-оз належить до муніципального утворення Мшинське сільське поселення.

## Населення
| 1862 | 1997 | 2007 | 2010 |
| ---- | ---- | ---- | ---- |
| 51   | ↘2   | ↘1   | ↘0   |